# Hypothèse de l'impact géant

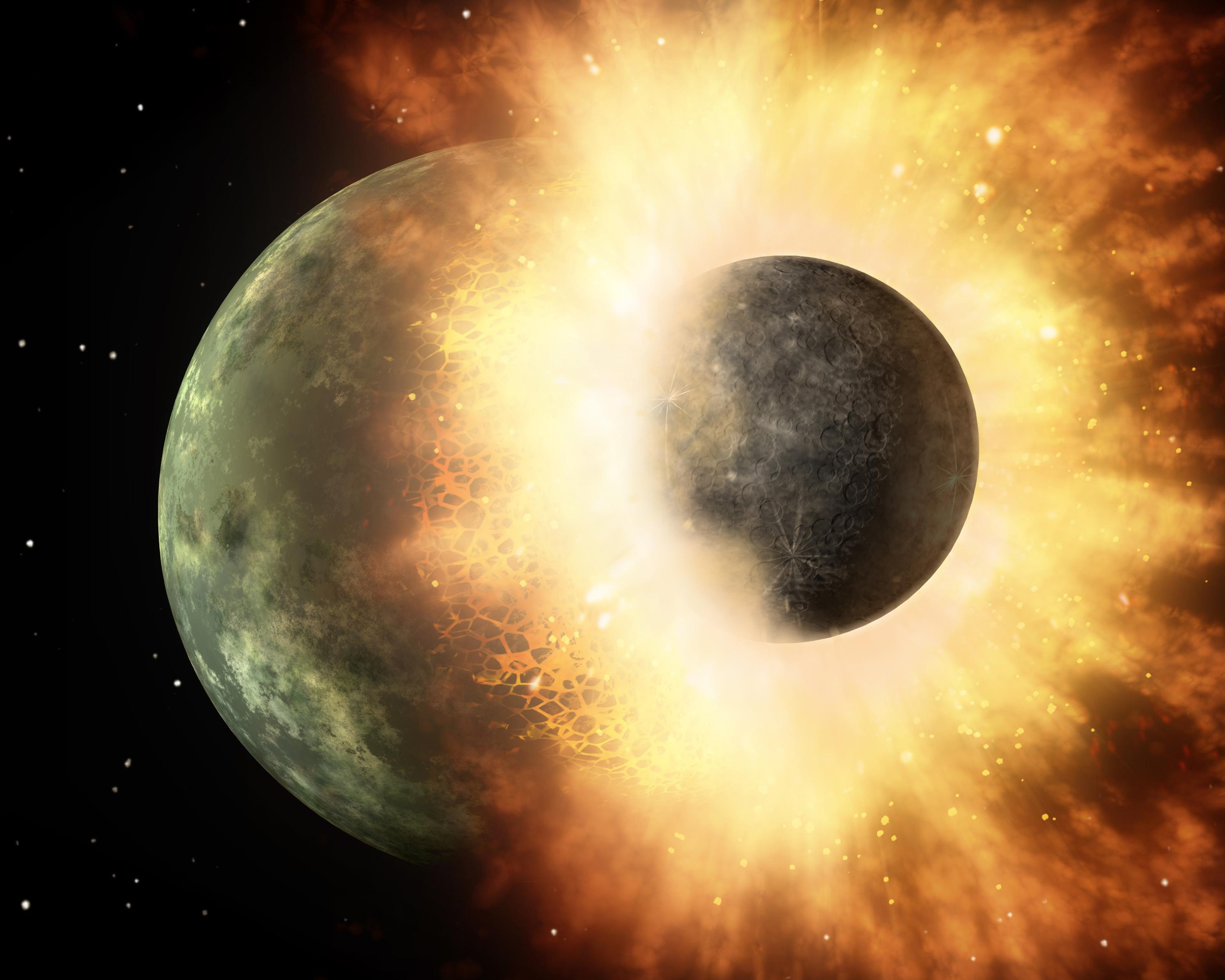
Vue d'artiste d'un impact géant.

L'hypothèse de l'impact géant propose que la Lune a été créée à partir de la matière éjectée par une collision entre la jeune Terre et un corps planétoïde (protoplanète) de la taille de Mars nommé Théia. Élaborée dans les années 1970, cette hypothèse demeure la plus robuste pour expliquer la formation de la Lune. 

## Scénario standard

Animation (échelles non respectées) de Théia se formant au point de Lagrange de la Terre, puis, perturbée par la gravité, entrant en collision et aidant à la formation de la Lune. L'animation progresse au rythme d'une année par image, donnant l'impression que la Terre ne bouge pas. La vue est prise du pôle sud.

Suivant l'hypothèse de l'impact géant, le planétoïde Théia, de la taille de Mars soit 6 500 kilomètres de diamètre, aurait heurté la Terre à la vitesse de 40 000 kilomètres par heure sous un angle oblique, détruisant l'impacteur et éjectant ce dernier ainsi qu'une portion du manteau terrestre dans l'espace, en orbite autour de la Terre, avant de s'agglomérer pour donner naissance à la Lune. Des simulations informatiques d'un tel événement, ont suggéré qu'environ 2 % de la masse originelle de l'impacteur aurait produit un anneau de débris en orbite. Par accrétion, entre un et cent ans après l'impact, la moitié de ces débris aurait donné naissance à la Lune.
Cet événement se serait produit il y a entre 4,51 et 4,35 milliards d'années (Ga). On a longtemps estimé son âge à plus précisément 4,47 Ga, soit 100 millions d’années (Ma) après la naissance du Système solaire (4,567 3 Ga). En 2025, plusieurs études, dont un réexamen des roches rapportées par les missions Apollo, convergent pour dater cet événement d'environ 65 Ma après cette naissance, soit quelques dizaines de Ma seulement après celle de la Terre.

## Paradoxe de la similitude géochimique
L'hypothèse de l'impact géant a été confortée en 2004 grâce à des simulations numériques réalisées par Robin M. Canup, de l'université du Colorado à Boulder (États-Unis), et est la seule capable de rendre compte de la dynamique du système Terre-Lune. Mais ce scénario implique que la Lune devrait être composée d'un mélange de 80 % de l'impacteur Théia et de 20 % du manteau terrestre, or il existe une stricte similitude géochimique entre les deux astres,.

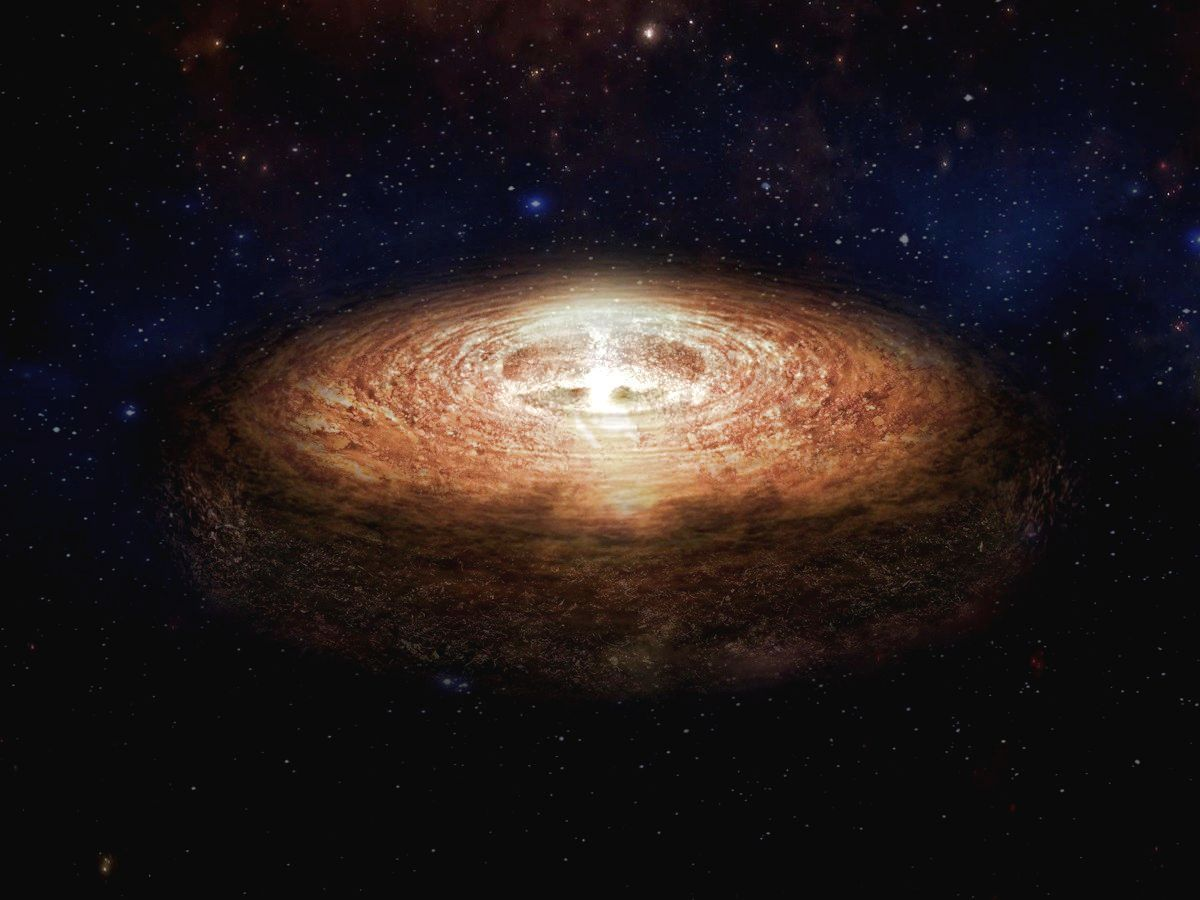
Vue d'artiste d'une synestia, sorte de nuage très dense fait de matière vaporisée.

En 2017, cinq hypothèses sont proposées pour résoudre le paradoxe de la similitude géochimique de la Terre et de son satellite : 
1. Pour Matija Ćuk, de l'institut SETI, et Sarah Stewart (en), de Harvard, il suffit de considérer une période de rotation de la Terre au moment de l'impact différente de l'actuelle, percutée par une planète d'environ la moitié de la taille de Mars, pour engendrer une Lune composée à 92 % de matériaux terrestres[9],[8] ;
2. Pour Robin Canup, l'impacteur aurait eu une masse comparable à celle de la Terre ; la collision aurait donc produit un cataclysme phénoménal capable de mélanger les matériaux de la jeune Terre et de l'impacteur de façon homogène[8] ;
3. Pour Willy Benz, de l’Université de Berne (Suisse), Théia aurait bien eu une taille comparable à celle de Mars, mais à une vitesse d'impact beaucoup plus rapide que celle imaginée jusqu'à maintenant[8] ;
4. En 2017, une nouvelle hypothèse suggère une succession de plus petites collisions s’agrégeant progressivement autour de la Terre[10] ;
5. Pour Sarah Stewart et Simon Lock, de Harvard, la Terre et Théia ont été tous deux détruits lors de la collision qui a formé un immense nuage de roches vaporisés de forme torique à rotation rapide, nommé synestia. Très chaud, ce nuage s'est recondensé en gouttelettes de magma refroidies provenant des couches externes pleuvant vers le centre tandis que la partie externe, hors de la limite de Roche, s'est accrétée en satellites mineurs, qui se sont recombinés en la Lune. Le centre s'est refroidi plus tard en une Terre[11].

Ainsi, aucune hypothèse ne permet de lever totalement l'incertitude sur l'époque et les modalités de formation de la Lune. Pour aller au-delà des scénarios proposés, il faudrait avoir plus d'informations sur Théia (si elle a effectivement existé) et sur la jeune Terre pour pouvoir effectuer, à partir de nouvelles données, une meilleure simulation numérique qui rendrait mieux compte de la réalité.

## Recherches sur le scénario standard
Le modèle standard de la formation de la Lune proposé par simulation numérique fait donc intervenir la collision de la Terre avec une petite planète de la taille de Mars — qui fait 15 % de la masse de la Terre actuelle —, générant une Lune dont les matériaux seraient issus à 80 % de l'impacteur.
En 2012, en analysant des échantillons provenant des missions du programme Apollo, des chercheurs ont montré que la Lune avait la même composition en isotopes du titane que la Terre, ce qui s'oppose à l'hypothèse de l'impact géant dans la mesure où il serait raisonnable de trouver des matériaux distincts provenant des deux sources : la Terre et l'objet hypothétique Théia. Cependant, en octobre de la même année, des chercheurs de l'université Washington à Saint-Louis et de l'Institut d'océanographie Scripps publient un article dans Nature appuyant l'hypothèse de l'impact géant par l'analyse d'isotopes du zinc,,, puis en 2014, c'est au tour d'une équipe allemande de conforter cette théorie, cette fois-ci en consacrant son étude à la proportion relative en isotopes de l'oxygène dans les échantillons lunaires rapportés par les missions Apollo.
Une modélisation en 2015 conforte cette hypothèse en montrant que l'impacteur aurait eu une composition chimique voisine de celle de la Terre, ce qui explique que la Lune et la Terre partagent des similitudes surprenantes de composition chimique, notamment au niveau des isotopes du tungstène, du chrome, du silicium et de l'oxygène.
Selon une hypothèse concurrente, émise pour la première fois dans les années 1980 et reprise par une équipe de chercheurs israéliens du Weizmann Institute of Science, la Lune pourrait être née des suites de plusieurs collisions de moindre puissance, qui auraient généré une agglomération de plusieurs petites lunes ayant finalement fusionné en une seule.

## Conséquences pour la Terre

Les conséquences de la collision entre Théia et la Terre auraient été majeures pour notre planète et seraient à la base du développement de la vie sur notre planète. Théia serait donc responsable d'une chaîne d'évènements complexes favorables à la vie sur Terre.
1. Cette collision aurait permis à la Terre de devenir plus massive en absorbant en partie sa jumelle lors de l'impact. On peut estimer que la « proto-Terre » avant cet impact géant était très semblable à Vénus.
2. Elle serait donc à l'origine d'un accroissement de la gravité de la Terre. Cet accroissement de la gravité a permis de retenir d'autant mieux les gaz de l'atmosphère primitive. Avec cette atmosphère, les comètes qui ont heurté la Terre par la suite se seraient désintégrées pour faire place, après plusieurs millénaires, à une quantité d'eau totale équivalente à la moitié de toute l'eau sur Terre[19].
3. Théia aurait aussi été vitale pour notre planète en permettant à celle-ci d'hériter d'un noyau plus gros : combiné à la rotation de la Terre, ce tout nouveau noyau, plus massif et essentiellement constitué de fer, est à l'origine de la magnétosphère terrestre qui nous protège des radiations mortelles du vent solaire.
4. L'accroissement de la dimension du noyau aurait aussi eu pour effet d'augmenter l'intensité de la convection mantellique. Le noyau étant plus massif et diffusant une plus forte énergie, la roche en fusion du manteau aurait commencé à monter vers la surface de la Terre, créant des volcans grâce à l'intrusion du magma entre les plaques tectoniques. De nombreuses éruptions s'ensuivirent, libérant dans l'atmosphère d'énormes quantités de dioxyde de carbone et de méthane. La libération de ces gaz aurait alors engendré l'effet de serre et aurait donc permis à la Terre de se réchauffer. À la suite de ce réchauffement, la vapeur d'eau émise lors des éruptions volcaniques aurait enfin pu s'accumuler sous forme de nuages et l'autre moitié de toute l'eau de la Terre serait tombée sous forme de pluie.
5. La dernière contribution de Théia serait d'avoir stabilisé les climats et les températures. Après avoir été elle-même pulvérisée en nous heurtant, Théia aurait laissé des débris en orbite autour de la Terre, débris provenant en partie de Théia et en partie du manteau de la proto-Terre[20]. Ces débris, dont la grande partie ont dû d'abord former un anneau aux alentours de la limite de Roche, ont fini par s'amalgamer pour partie avec le temps en un corps céleste, la Lune. C'est en effet grâce à l'attraction de la Lune sur la Terre que la précession des équinoxes prend 25 800 ans. Sans cette lune si massive, l'inclinaison de l'axe de rotation de la Terre serait chaotique, oscillant de façon irrégulière à l'échelle des temps géologiques, quasiment de 0 à 90°. Les climats changeraient du tout au tout, ce qui aurait été très défavorable au développement des formes vivantes évoluées, surtout sur les continents[21].
6. La Lune, en servant de bouclier contre les géocroiseurs, aurait par ailleurs protégé notre planète de nombreuses catastrophes, illustrées par les cratères d'impact actuels à la surface de notre satellite.
7. L'impact a vaporisé une partie du manteau terrestre et déclenché des processus géochimiques à l'origine de l’atmosphère prébiotique. Avec les impacts suivants, la composition atmosphérique aurait favorisé la stabilité et la production de méthane (CH4), ammoniac (NH3), phosphate, cyanure d'hydrogène (HCN), divers composés organiques et divers sous-produits photochimiques[22],[23],[24] à la surface de la Terre. L'atmosphère prébiotique « faiblement réduite » a pu produire certains de ces ingrédients, via des réactions avec la foudre, mais pas la totalité[25].